# Akademija nawuk
Akademija nawuk (biał. Акадэ́мія наву́к; ros. Академия наук) – stacja mińskiego metra położona na Linii Moskiewskiej, pomiędzy stacjami "Park Czaluskincau" i "Płoszcza Jakuba Kołasa", w pobliżu Narodowej Akademii Nauk Białorusi.
Otwarta 26 czerwca 1984 r. razem z pierwszym odcinkiem mińskiego metra. Zaprojektowana przez architektów A. Zienzina i M. Pirogowa i wykonana z prefabrykowanych elementów żelbetowych. Na peronie znajdują się dwa rzędy betonowych filarów pokryte szarym marmurem. Ściany stacji są pokryte białym marmurem, a podłogi szarym polerowanym granitem. Do stacji prowadzą ruchome schody.
Główne wejście do stacji znajduje się na skrzyżowaniu prospektu Niepodległości z ul. Tałbuchina.